# Erwachsenenschutzverfahren
Das Erwachsenenschutzverfahren ist im 9. Abschnitt des Außerstreitgesetz (AußStrG) (Österreich) geregelt (§§ 116a bis 131 AußStrG). Die Neuregelung dieses Verfahrensrechtes 2017 erfolgte im Zusammenhang mit der Änderung des Erwachsenenschutzrechts durch das 2. Erwachsenen-Schutzgesetz und der damit zusammenhängenden Einführung von Erwachsenenvertretern anstelle von Sachwaltern.

## Begriff
Der Begriff Erwachsenenschutzverfahren soll, wie z. B. auch Erwachsenenvertreter anstelle von Sachwalter oder betroffene Person anstelle von Pflegebefohlenem etc., im Sinne des UN-Übereinkommen über die Rechte von Menschen mit Behinderungen, das auch Anlass für die Erlassung des 2. Erwachsenen-Schutzgesetzes war, eine möglichst diskriminierungsfreie Terminologie verwenden bzw. vorgeben.

## Gliederung
Das Erwachsenenschutzverfahren im engeren Sinne ist im 9. Abschnitt des II. Hauptstücks AußstrG in sechs Unterabschnitte gegliedert:
- 9. Abschnitt (Erwachsenenschutzverfahren)

1. Verfahrensrechte der betroffenen Person (§ 116a)
2. Bestellung eines gerichtlichen Erwachsenenvertreters (§§ 117 bis 127)
3. Änderung, Übertragung, Erneuerung und Beendigung der gerichtlichen Erwachsenenvertretung (§ 128)
4. Anordnung und Aufhebung eines Genehmigungsvorbehaltes (§ 129)
5. Berichtspflicht und Auskunftsrechte (§ 130)
6. Gerichtliche Kontrolle von Rechtshandlungen in der Personensorge (§ 131)

Ergänzt werden die Bestimmungen des 9. Abschnitts durch den
- 10. Abschnitt (Vermögensrechte von Personen unter gesetzlicher Vertretung, §§ 132 bis 139) und
- 11. Abschnitt (Sonstige Bestimmungen, §§ 140 bis 142)

Die Unterabschnitte 1, 5 und 6 des 9. Abschnitts und der 10. und 11. Abschnitt sind auf alle Vertretungsformen im Erwachsenenschutzverfahren anwendbar:
- Vorsorgevollmacht,
- gewählte Erwachsenenvertretung,
- gesetzliche Erwachsenenvertretung und
- gerichtliche Erwachsenenvertretung.

Die Unterabschnitte 2 bis 4 des 9. Abschnitts des AußStrG sind nur für die gerichtliche Erwachsenenvertretung anzuwenden.

## Grundzüge des Erwachsenenschutzverfahren

### Verfahrensrechte der betroffenen Person

#### Verfahrenshandlungen
Nach § 116a Abs. 1 AußStrG kann die betroffene Person im Erwachsenenschutzverfahren unabhängig von ihrer Verfahrensfähigkeit alle Verfahrenshandlungen vornehmen. Gibt es Differenzen zwischen den Anträgen der betroffenen Person und ihrem Vertreter, so sind bei der Entscheidung alle Anträge inhaltlich zu berücksichtigen. Es gibt also (theoretisch) keine Bevorzugung einer Handlung. Will die betroffene Person Beschlüsse anfechten, so genügt es nach § 116a Abs. 4 AußStrG, dass aus einem Schriftstück deutlich hervorgeht, dass sie mit der Entscheidung nicht einverstanden ist.

#### Zustellungen
Die Zustellung von Beschlüssen muss grundsätzlich an die betroffene Person erfolgen. Der Rechtsbeistand im Verfahren hat der betroffenen Person den Inhalt in geeigneter Weise zu erläutern (§ 116a Abs. 2 AußStrG). Nur dann, wenn die betroffene Person den Zustellvorgang oder den Inhalt der Entscheidung auch nicht annähernd begreifen kann, ist die Zustellung dadurch wirksam, wenn die Ausfertigung des Beschlusses in den körperlichen Nahebereich der betroffenen Person gelangt, dass sie sich bei Erhalt ohne ihre psychische Krankheit oder eine vergleichbare Beeinträchtigung ihrer Entscheidungsfähigkeit Kenntnis vom Inhalt des Beschlusses verschaffen könnte (§ 116 Abs. 3 AußStrG). Nach § 139 Abs. 1 AußStrG gilt § 116a Abs. 1, 3 und 4 sinngemäß auch für minderjährige Personen ab Vollendung des 14. Lebensjahres.
Sachverständigengutachten hat das Gericht (Pflegschaftsgericht) der betroffenen Person und ihrem Rechtsbeistand (§ 119 iVm 120a AußStrG) rechtzeitig zu übermitteln.

### Bestellung eines gerichtlichen Erwachsenenvertreters

#### Antrag oder Anregung
Das Verfahren über die Bestellung eines gerichtlichen Erwachsenenvertreters wird von der erwachsenen betroffenen Person selbst auf Antrag oder von Amts wegen, etwa auf Grund einer Mitteilung, eingeleitet (§ 117 Abs. 1 AußStrG). Bei Minderjährigen kann das Verfahren frühestens drei Monate vor dem Erreichen der Volljährigkeit eingeleitet werden (§ 117 Abs. 2 AußStrG).

#### Clearingverfahren
Es ist zwingend nach § 117a AußStrG, wenn konkrete und begründete Anhaltspunkte für die Notwendigkeit der Bestellung eines gerichtlichen Erwachsenenvertreters vorliegen, der zuständige Erwachsenenschutzverein (§ 1 ErwSchVG) mit der Abklärung (§ 4a ErwSchVG) zu beauftragen (Clearingverfahren). Die betroffene Person ist dabei unverzüglich von der Befassung des Erwachsenenschutzvereins zu verständigen. Die betroffene Person hat die Möglichkeit eine Person wegen Ausgeschlossenheit oder Befangenheit abzulehnen (§ 116a AußStrG iVm § 19 ff JN i. V. m. Artikel 6 EMRK).

#### Anhörung der betroffenen Person
Wird das Verfahren sodann fortgesetzt, so muss das zuständige Gericht (Pflegschaftsgericht) sich im Rahmen der Erstanhörung einen persönlichen Eindruck von der vom Verfahren betroffenen Person verschaffen, diese anleiten (Manuduktionspflicht) und dieser Person die Gelegenheit zur Stellungnahme zu geben. Kann die betroffene Person nicht zu Gericht kommen, so hat das Gericht diese aufzusuchen. Zwangsweise Vorführung ist unzulässig. Eine Erstanhörung im Weg der Rechtshilfe ist unter bestimmten Umständen möglich (§ 118 AußStrG). Eine Verletzung der Erstanhörungspflicht stellt eine Verletzung des rechtlichen Gehörs dar (Artikel 6 EMRK).

#### Beistand im fortgesetzten Verfahren
Wird das Verfahren nach der Erstanhörung fortgesetzt, so muss der betroffenen Person ein Beistand zur Seite gestellt werden, der jedoch zurücktreten muss, sobald die betroffene Person einen anderen geeigneten Vertreter gewählt und dem Gericht bekannt gegeben hat (§ 119 AußStrG). Als Beistand können geeignete Angehörige, der zuständige Erwachsenenschutzverein oder ein Rechtskundiger (z. B. Rechtsanwalt, Notar) bestellt werden.

#### Einstweiliger Erwachsenenvertreter
Es ist nach § 120 Abs. 1 AußStrG ein einstweiliger Erwachsenenvertreter beizugeben, wenn dies zur Besorgung dringender Angelegenheiten längstens für die Dauer des Verfahrens zum Wohl der betroffenen Person erforderlich ist. Der einstweilige Erwachsenenvertreter kann nach § 120 Abs. 3 AußStrG auch für denselben Wirkungsbereich wie ein bereits eingesetzter Vertreter bestellt werden. Ansonsten gelten für die einstweilige Erwachsenenvertretung die Regelungen über die gerichtliche Erwachsenenvertretung. Die einstweilige Erwachsenenvertretung wird im Österreichischen Zentralen Vertretungsverzeichnis eingetragen und nach § 126 Abs. 1 AußStrG sind von der Bestellung des gerichtlichen Erwachsenenvertreters auf geeignete Weise diejenigen Personen und Stellen zu verständigen, die insbesondere nach den Angaben des Erwachsenenvertreters, ein begründetes Interesse daran haben. Von der Beendigung einer Vorsorgevollmacht oder einer gesetzlichen oder gewählten Erwachsenenvertretung ist der von der Beendigung betroffene Vertreter zu verständigen.

#### Sachverständigengutachten
Das Gericht hat nach § 120a einen Sachverständigen nur zu bestellen, wenn es selbst dies für erforderlich hält oder die betroffene Person dies beantragt. In der Regel wird sich ein Sachverständigengutachten nur erübrigen, wenn bereits einschlägige Gutachten und Befunde vorhanden sind.

#### Bestellung des definitiven Erwachsenenvertreters
Ein gerichtlicher Erwachsenenvertreter wird nur bestellt, wenn keine andere Form der Erwachsenenvertretung möglich ist. Im Gegensatz zur früheren Rechtslage ist eine mündliche Verhandlung nur noch fakultativ oder wenn die betroffene Person dies beantragt (§ 121 Abs. 1 AußStrG). Die Verhandlung findet in der Regel unter Ausschluss der Öffentlichkeit (§ 140 Abs. 1 AußStrG) unter Ladung der betroffenen Person, des Beistands, des einstweiligen Erwachsenenvertreters sowie der Person, die zum Erwachsenenvertreter bestellt werden soll statt (§ 121 Abs. 2 AußStrG). Nur, wenn die Teilnahme an der Verhandlung das Wohl der betroffenen Person gefährdet, kann das Gericht auch ohne sie verhandeln (§ 121 Abs. 3 AußStrG).
Der Erwachsenenvertreter wird für eine bestimmte Angelegenheit bestellt. Eine pauschale Bestellung, wie früher für „alle Angelegenheiten“ ist nicht (mehr) zulässig. Angehörige der betroffenen Person haben ein Anhörungsrecht, wenn über die Person des zu bestellenden Erwachsenenvertreters keine Einigung erzielt wird und diese können gegen die Bestellung auch einen Rekurs einbringen (§ 127 Abs. 2 und 3 AußStrG).
Die Erwachsenenvertretung ist nur noch auf einen bestimmten Zeitraum zulässig (maximal 3 Jahre, §  246 Abs. 1 Zif. 6 ABGB) und muss dann erneuert werden oder erlischt automatisch (§ 128 AußStrG).

### Änderung, Übertragung, Erneuerung und Beendigung der gerichtlichen Erwachsenenvertretung
Das Verfahren über die Änderung, Übertragung, Erneuerung und Beendigung der gerichtlichen Erwachsenenvertretung wird auf Antrag der betroffenen Person, des gerichtlichen Erwachsenenvertreters oder von Amts wegen eingeleitet und läuft weitgehend wie das Bestellungsverfahren ab (§ 128 AußStrG). Die gerichtliche Erwachsenenvertretung bleibt über die ursprüngliche Bestellungsfrist aufrecht, solange ein Erneuerungsverfahren läuft. Das Gericht hat die betroffene Person und den bestellten gerichtlichen Erwachsenenvertreter zumindest ein halbes Jahr vor Fristablauf über die bevorstehende Beendigung der Erwachsenenvertretung zu informieren und auf die Möglichkeit einer Erneuerung hinzuweisen (§ 128 Abs. 4 AußStrG).
Der bestellte gerichtliche Erwachsenenvertreters hat im Verfahren die Stellung eines Rechtsbeistands (§ 119 AußStrG). Im Verfahren über die Übertragung der gerichtlichen Erwachsenenvertretung kann das Gericht erforderlichenfalls einen vom bisherigen gerichtlichen Erwachsenenvertreter verschiedenen Vertreter für das Verfahren bestellen.
Bei der Erweiterung der gerichtlichen Erwachsenenvertretung ist das Verfahren vereinfacht.
Der gerichtlich bestellte Erwachsenenvertreter hat von sich aus bei Gericht die Beendigung der Erwachsenenvertretung zu erlangen, wenn seine Aufgaben erledigt sind (§ 272 Abs. 2 ABGB).

#### Einstellung
Das Verfahren kann in jedem Verfahrensstadium eingestellt werden, wenn das Gericht zum Ergebnis gelangt, dass ein gerichtlicher Erwachsenenvertreter nicht erforderlich ist (§ 122 Abs. 1 AußStrG), z. B., weil mit einer anderen Vertretungsform (z. B. Vorsorgevollmacht) das Auslangen gefunden werden kann. Gegebenenfalls kann das Gericht auch die Beendigung einer Vorsorgevollmacht oder einer gesetzlichen oder gewählten Erwachsenenvertretung anordnen (§ 122 Abs. 3 AußStrG).

#### Kosten
Bei Bestellung, Änderung, Übertragung, Erneuerung und Beendigung der gerichtlichen Erwachsenenvertretung sind die dem Staat entstehenden Kosten von der betroffenen Person zu tragen, soweit dadurch nicht ihr notwendiger Unterhalt oder der ihrer Familie, für die sie zu sorgen hat, gefährdet wird (§ 124 AußStrG). Bei einer Einschränkung oder Beendigung der gerichtlichen Erwachsenenvertretung hat stets der Staat die Kosten endgültig zu tragen (§ 128 Abs. 1 AußStrG).

#### Verständigungspflichten und ÖZVV
Im Österreichischen Zentralen Vertretungsverzeichnis (ÖZVV) ist grundsätzlich das Bestehen der Erwachsenenvertretung und die Änderung, Übertragung, Erneuerung und Beendigung bzw. Einstellung (sofern zuvor gemeldet) einzutragen.
Nach § 126 Abs. 1 AußStrG sind von der Bestellung des gerichtlichen Erwachsenenvertreters auf geeignete Weise diejenigen Personen und Stellen zu verständigen, die nach den aktenkundigen Ergebnissen des Verfahrens, insbesondere nach den Angaben des Erwachsenenvertreters, ein begründetes Interesse daran haben (könnten). Von der Beendigung einer Vorsorgevollmacht oder einer gesetzlichen oder gewählten Erwachsenenvertretung ist der von der Beendigung betroffene Vertreter zu verständigen.
Die Anordnung eines Genehmigungsvorbehalts ist in die öffentlichen Bücher und Register einzutragen, wenn der Genehmigungsvorbehalt die in dem betreffenden Buch oder Register eingetragenen Rechte umfasst (§ 126 Abs. 2 AußStrG).

#### Stellung von Angehörigen
Von der Einleitung des Verfahrens über die Bestellung eines gerichtlichen Erwachsenenvertreters sind der Ehegatte, eingetragene Partner oder Lebensgefährte, die Eltern und volljährigen Kinder der betroffenen Person sowie die in einer Erwachsenenvertreter-Verfügung bezeichnete Person (§ 127 Abs. 1, § 244 Abs. 1 ABGB) zu verständigen, soweit die betroffene Person nichts anderes verfügt hat oder zu erkennen gibt, dass sie eine solche Verständigung nicht will.
Kann die Zustelladresse o. ä. eines Angehörigen nicht mit geringfügigem Aufwand ermittelt werden oder ist er zu einer Äußerung nicht nur vorübergehend unfähig, so ist dieser Angehörige wie eine nicht aktenkundige Partei zu behandeln und von einer Verständigung desselben abzusehen (§ 127 Abs. 4).

### Genehmigungsvorbehalt
Grundsätzlich wird die Handlungsfähigkeit einer betroffenen (vertretenen) Person durch eine Erwachsenenvertretung oder eine Vorsorgevollmacht nicht eingeschränkt (§ 242 Abs. 1 ABGB). Das Gericht kann aber zur Abwendung erheblicher oder ernstlicher Gefahr im Wirkungsbereich eines gerichtlichen Erwachsenenvertreters die Handlungs- oder Prozessfähigkeit der betroffenen Person zeitweise beschränken und an die vorherige Genehmigung des Erwachsenenvertreters binden (§ 129 AußStrG, § 242 Abs. 2 ABGB).
Nach § 123 Abs. 2 AußStrG kann im Beschluss über die Bestellung eines gerichtlichen Erwachsenenvertreters oder mit gesondertem Beschluss das Gericht auch einen Genehmigungsvorbehalt (§ 242 Abs. 2 ABGB) und die Beendigung einer Vorsorgevollmacht oder einer gesetzlichen oder gewählten Erwachsenenvertretung anordnen.

### Berichtspflicht und Auskunftsrechte
Das Gericht wird im Rahmen der Erwachsenenvertretung nicht direkt tätig, sondern stützt sich durchwegs auf Berichte des Erwachsenenvertreters (z. B. Lebenssituationsbericht nach § 259 Abs. 1 ABGB, Berichte im Rahmen der Vermögensverwaltung nach den §§ 133 AußStrg). Diese Berichte sind nicht öffentlich zugänglich und werden auch den Angehörigen nicht offen gelegt.
Im Rahmen der Aufsicht hat das Gericht zu bestimmten Handlungen (z. B. medizinischen Behandlungen nach § 131 Abs. 1 AußStrG, Wohnortänderungen nach § 131 Abs. 2 AußStrG etc.) die Zustimmung zu erteilen. Eine Information, Anhörung oder Zustimmung von Angehörigen ist nicht vorgesehen.

### Gerichtliche Kontrolle von Rechtshandlungen in der Personensorge

#### Vermögensrechte von Personen unter gesetzlicher Vertretung
Im 10. Abschnitt des II. Hauptstücks AußstrG (§§ 132 bis 139) sind die Verfahrensrechte im Zusammenhang mit Vermögensrechten von Personen unter gesetzlicher Vertretung geregelt.
Das Gericht hat grundsätzlich Rechtshandlungen in der Vermögenssorge durch den gesetzlichen Vertreter zu genehmigen und diese zu beaufsichtigen. Es gibt dabei jedoch eine Vielzahl von Ausnahmen, insbesondere, wenn der gesetzliche Vertreter ein naher Angehöriger ist oder ein Erwachsenenschutzverein (§ 133 Abs. 2 AußStrG). Auch kann das Gericht bestimmte zukünftige Rechtshandlungen des gesetzlichen Vertreters vorab genehmigen (§ 132 AußStrG).
Ziel der Überwachung durch das Gericht ist es in jedem Fall, eine Gefährdung des Wohles der vertretenen Person hintanzuhalten (§ 133 AußStrG).
Nach § 133 Abs. 4 AußStrG hat das Gericht zur Erforschung des Vermögens und zur Überwachung seiner Verwaltung, einschließlich zu seiner Sicherung, insbesondere dem gesetzlichen Vertreter Aufträge zu erteilen, Auskünfte von Kreditunternehmen oder von gemäß § 102 AußStrG auskunftspflichtigen Personen einholen, eine Schätzung, die Sperre von Guthaben sowie die gerichtliche Verwahrung von Urkunden und Fahrnissen anordnen sowie einstweilige Vorkehrungen treffen. Zur Überwachung gehört auch die Pflegschaftsrechnung durch den gesetzlichen Vertreter in Bezug auf die Vermögensverwaltung, die längstens alle drei Jahre vorzulegen ist (§ 134 AußStrG). Eltern, Großeltern und Pflegeeltern sowie ein Kinder- und Jugendhilfeträger sind jedoch im Rahmen der Obsorge gegenüber dem Gericht zur Rechnungslegung nur dann verpflichtet, soweit das Gericht dies aus besonderen Gründen verfügt (§ 135 AußStrG). Hiervon ausgenommen ist jedoch die verpflichtende Sammlung und Aufbewahrung von Belegen über die Verwaltung nennenswerten Vermögens und dem Gericht den Erwerb unbeweglicher Sachen oder eine Überschreitung des Wertes von 15.000 Euro mitzuteilen (§ 135 Abs. 3 AußStrG).

#### Schutz des Privat- und Familienlebens sowie Datenschutz
Im 11. Abschnitt des II. Hauptstücks AußstrG (§§ 140 und 141) sind Regelungen zum Schutz des Vertretenen im Hinblick auf den Schutz des Privat- und Familienlebens enthalten sowie dem Datenschutz.
Eine einschneidende Bestimmung ist, dass mündliche Verhandlungen vor dem Pflegschaftsgericht nicht öffentlich sind (§ 130 Abs. 1 AußStrG). Dadurch werden auch Angehörige weiterhin wie bisher von diesen Verhandlungen ausgeschlossen. Nur, wenn sich keine Partei dagegen ausspricht, kann das Gericht die Öffentlichkeit herstellen, soweit keine Umstände des Privat- und Familienlebens erörtert werden und dies mit dem Wohl der vertretenen Person vereinbar ist. Die betroffene Person kann nach § 19 Abs. 5 AußStrG verlangen, dass außer ihr und ihrem Vertreter auch eine Person ihres Vertrauens die Anwesenheit bei der mündlichen Verhandlung gestattet werde; im Übrigen sind die §§ 171 Abs. 2 und Abs. 3, 173, 174 Abs. 2 und 175 Abs. 2 ZPO anzuwenden. Vertreter des Kinder- und Jugendhilfeträgers, der Familiengerichtshilfe und der Jugendgerichtshilfe können immer – falls geladen – auch an nichtöffentlichen Verhandlungen teilnehmen.
Alle Personen sind grundsätzlich zur Verschwiegenheit verpflichtet (§ 140 Abs. 2 und 3 AußStrG).
Nach § 141 Abs. 1 AußStrG dürfen Auskünfte über Einkommens- und Vermögensverhältnisse der vertretenen Person sowie Informationen zu deren Gesundheitszustand durch das Gericht nur dieser und ihrem gesetzlichen Vertreter erteilt werden. Nach dem Tod der vertretenen Person dürfen Erben und erbantrittserklärten Personen (§ 157 AußStrG) Auskünfte über die Einkommens- und Vermögensverhältnisse der verstorbenen Person und – soweit dies der Durchsetzung ihres letzten Willens dient – über Informationen zu ihrem Gesundheitszustand erteilt werden.
Im Rahmen der Amtshilfe ist es dem Gericht gestattet, mit Einschränkungen Auskünfte über Einkommens- und Vermögensverhältnisse der vertretenen Person und Informationen zu deren Gesundheitszustand zu erteilen (§ 141 Abs. 2 AußStrG).